# Ramir de Lleó
Ramir de Lleó (mort a Lleó, 13 de març de 554), va ésser un monjo benedictí, prior del monestir de San Clodio de Lleó. Juntament amb dotze companys va ésser mort durant una invasió de sueus arrians, comandats per Recià, que van atacar el monestir, a la rodalia de Lleó. El dia d'abans, havien assassinat l'abat Vicenç; mentre que alguns monjos van fugir a altres llocs, Ramir i els dotze companys van restar al monestir, disposats a donar la seva vida com a testimoni de la seva fe.
Les seves restes van ser enterrades al monestir, però amb el temps es van perdre, llevat de les de Vicenç i Ramir. En 1596 les restes de Ramir van ser traslladades a una arqueta d'argent, obra de l'argenter Fernando de Argüello (1604), avui a l'església de San Marcelo.